# Погуби, Боже, оне друмове (књига)
Погуби, Боже, оне друмове: избор из ромске усмене књижевности је књига усмене књижевности Рома, на српском и ромском језику, коју је сакупио, препевао и приредио Трифун Димић, објављена 1993. године у издању "ИП Светова" из Новог Сада.

## О аутору
Трифун Димић (1956-2001) је један од највећих ромолога у светским размерама познат и као „отац ромске писмености”. Сакупљао је и бележио дела народног усменог ромског стваралаштва. Бавио се преводилаштвом, новинарством, писао поезију, прозу, филолошке и историјске студије. На ромски језик превео је Песму над песмама, Нови завет, Библијско петокњижје, муслиманску свету књигу Куран и Еп о Гилгамешу. Објавио је неколико збирки песама. Сачинио је наставни план и програм за наставни предмет „Језик и национална култура Рома”. Објавио је први Буквар на ромском језику.
Године 1996. основао је Матицу ромску у којој је до своје смрти био председник.

## О књизи
Књига Погуби, Боже, оне друмове је збирка сакупљене и класификоване усмене књижевности Рома. Аутор ју је поделио на два основна дела: усмено-траицијску поезију и прозу. Поезија је даље подљена на баладе и романсе. Од обиља прозних врста одвојио је оне сасвим једноставне и широком кругу прихватљиве приповетке. Приповетке су у књизи поређане по општој категорији усмених предања прозних врста те се препознају јасно сказке, приче о животињама, басне, бајке, легенде, новеле, анегдоте и шаљиве приповетке.